# Moya (Las Palmas)
Moya é um município da Espanha na província de Las Palmas, comunidade autónoma das Canárias. Tem 31,9 km² de área e em 2021 tinha 7 833 habitantes (densidade: 245,5 hab./km²).

## Demografia
| Variação demográfica do município entre 1991 e 2004 | Variação demográfica do município entre 1991 e 2004 | Variação demográfica do município entre 1991 e 2004 | Variação demográfica do município entre 1991 e 2004 |
| --------------------------------------------------- | --------------------------------------------------- | --------------------------------------------------- | --------------------------------------------------- |
| 1991                                                | 1996                                                | 2001                                                | 2004                                                |
| 8007                                                | 8663                                                | 8137                                                | 7825                                                |

| Noroeste: Arucas                           | Norte: Oceano Atlântico |                    |
| Oeste: Santa María de Guía de Gran Canaria | Moya                    | Leste: Firgas      |
| Sudoeste: Gáldar                           | Sul: Artenara e Tejeda  | Sudeste: Valleseco |